# Teatro de los Celestinos
El Teatro de los Celestinos (en francés: Théâtre des Célestins) es un teatro de Lyon situado en el distrito de Bellecour. Es uno de los únicos teatros en Francia, junto con la Comédie-Française y el teatro del Odéon, con más de 200 años de historia en el arte dramático. Tiene capacidad para 1030 espectadores. 
Su nombre proviene del convento de los Celestinos que ocupó el sitio entre 1407 y 1789. 
Hoy es un teatro municipal bajo la dirección directa de la ciudad de Lyon. 

## Historia

### El convento original

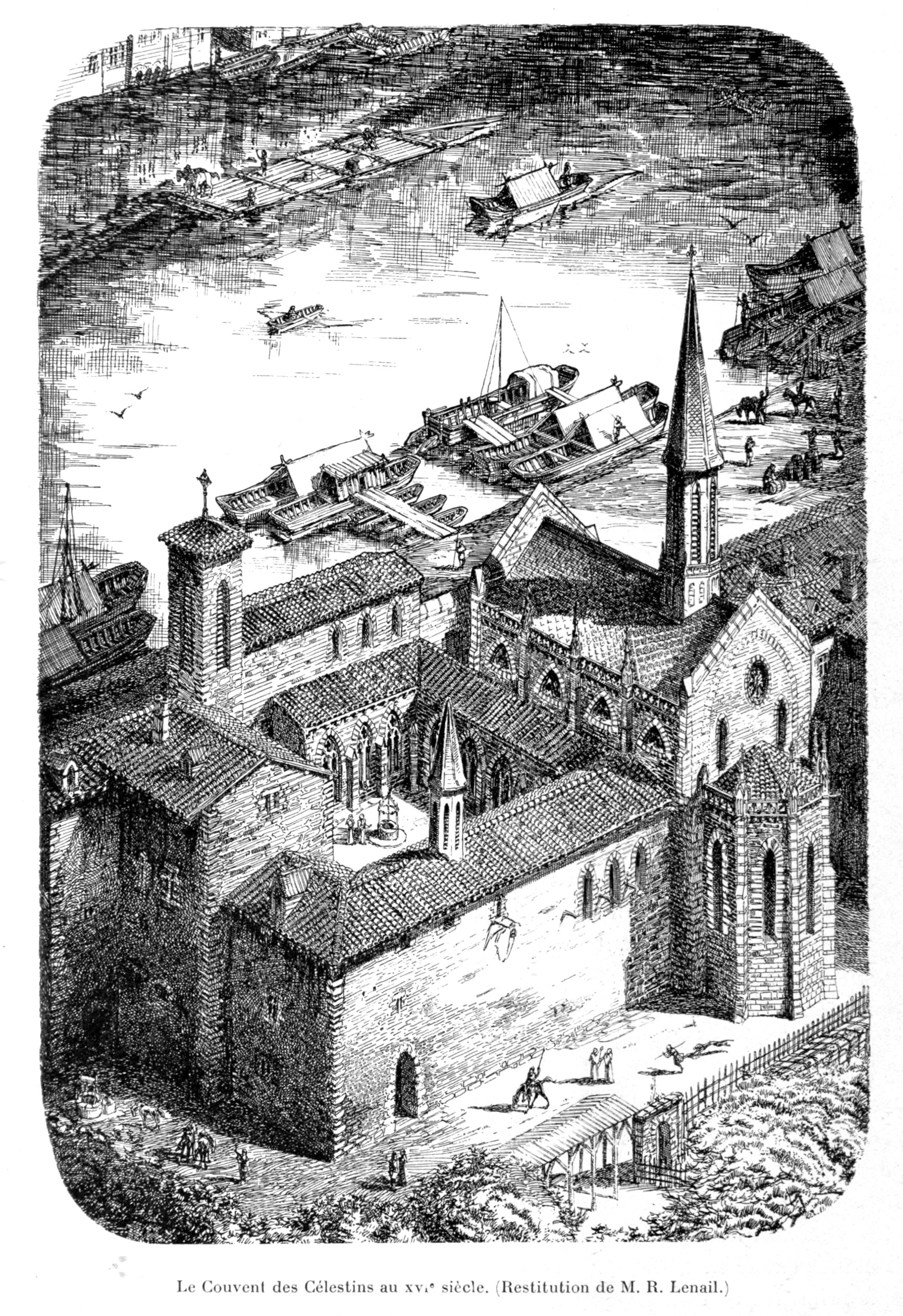
El convento de los Celestinos, reconstrucción del.

En el emplazamiento del teatro actual, el primer edificio fue una comandancia de los templarios. Tras la supresión de la orden en 1312 y el consiguiente abandono del edificio, en 1407 el lugar fue donado por Amadeo VIII de Saboya a la Orden de los Celestinos, que establecieron allí una abadía y una iglesia a orillas del Saona. Los celestinos permanecieron allí hasta 1779. La abadía conoció tres incendios en 1501, 1622 y 1744.

### 1792: el comienzo del Teatro de los Celestinos
La Sociedad de los Celestinos, posteriormente Compañía de los Celestinos, creada definitivamente en 1789, tenía como objetivo «el establecimiento de un jardín en el centro de los terrenos de los antiguos Celestinos, la construcción de 17 casas alrededor de este jardín, la distribución y reparación del edificio claustral que formaría 7 casas particulares en una de las cuales se construiría una sala de espectáculos». 
Un primer teatro, llamado Teatro de Variedades, fue inaugurado el 9 de abril de 1792. 
En 1871, un incendio destruyó por completo el edificio, que por otra parte se había deteriorado y resultaba demasiado pequeño. 

### 1877: el teatro a la italiana
El edificio actual es obra de Gaspard André, tras un concurso organizado en 1873. El teatro se inauguró el 11 de agosto de 1877, pero ardió en la noche del 25 al 26 de mayo de 1880. Gaspard André fue elegido para reconstruir el teatro de los Celestinos. 

### Historia reciente
Durante los eventos de mayo del 68, el director del teatro, Albert Husson, acordó, por petición de su esposa Constance Husson y de responsables de la Universidad, esconder una parte de las colecciones de objetos antiguos del Instituto de Egiptología de la Universidad, que estaban en peligro. Las cajas fueron transportadas por la noche por los operarios de teatro y escondidas durante un año.
Entre 2002 y 2005 se acometió una importante renovación, en la que se creó una segunda sala, Célestine, con una capacidad de 170 espectadores. 

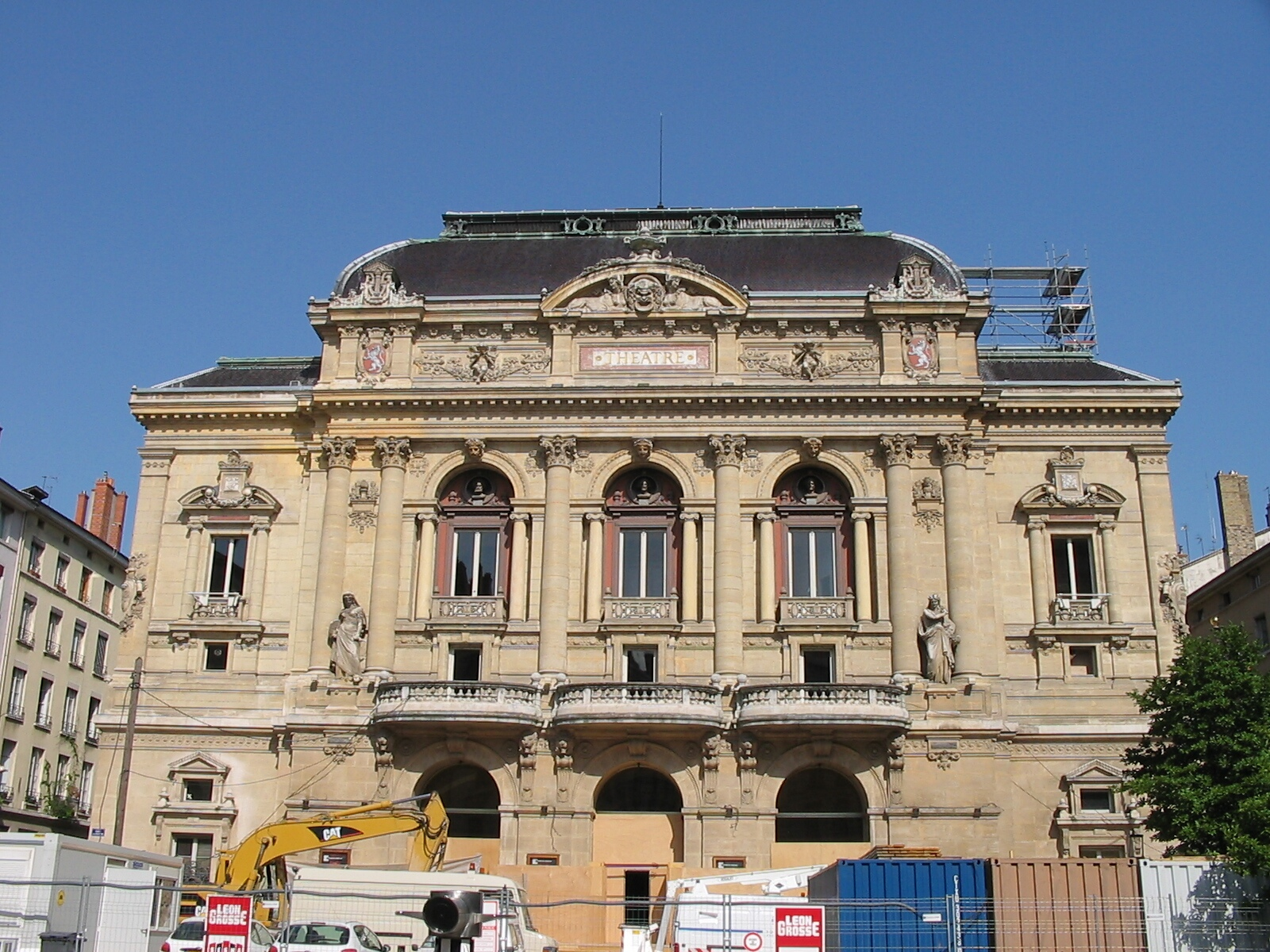
El teatro de los Celestinos (en obras de reconstrucción).

## Acceso
El teatro está próximo a la estación de metro de Bellecour. Se puede aparcar a los pies del teatro, en los muelles del Saona (Quai des Célestins), así como en el parking des Célestins. 